# ویل استیل
ویل استیل (انگلیسی: Will Still؛ زادهٔ ۱۴ اکتبر ۱۹۹۲) بازیکن سابق و مربی فوتبال اهل بلژیک است.